# The Batman/Superman Hour
The Batman/Superman Hour is een Amerikaanse animatieserie die werd uitgezonden op CBS van 1968 t/m 1969.
De serie bestond uit twee delen. De eerste 30 minuten draaiden om Batman, Robin en Batgirl. De andere 30 minuten om Superman en Superboy.

## Subseries
De tweede helft van de serie bevatte afleveringen van de series The New Adventures of Superman en The Adventures of Superboy.
Nadat de serie was stopgezet, werden de Batman verhalen uit de serie nogmaals uitgezonden onder de naam Batman with Robin the Boy Wonder.

## Overzicht
De serie was de eerste zaterdagochtend serie van Batman en zijn bekendste bijpersonages. Toen de productie begon, bevond de live-action serie zich op zijn hoogtepunt. Filmation was in staat de rechten op een Batman animatieserie te bemachtigen, en deze voor CBS te produceren.
Filmation wilde de serie zo snel mogelijk afhebben. Daarom haalden ze zo veel mogelijk tekenaars van andere projecten af om aan deze serie te werken. Ook werd de productie van een andere serie die reeds aan CBS was verkocht stopgezet, omdat Filmation wist dat deze serie toch zou worden vervangen door Batman/Superman Hour.

## Rolverdeling
- Olan Soule als Batman (Bruce Wayne)/Alfred Pennyworth
- Casey Kasem als Robin (Dick Grayson)
- Jane Webb als Batgirl (Barbara Gordon)/Catwoman
- Ted Knight als Verteller/Commissioner Gordon/The Joker/The Penguin/Riddler
- Bud Collyer als Superman
- Jackson Beck als Lex Luthor
- Jack Grimes als Jimmy Olsen
- Joan Alexander als Lois Lane

## Afleveringen
De Batman helft van The Batman/Superman Hour bestond uit een verhaal van twee 6,5 minuten lange stukken, en een verhaal van 6,5 minuten.
| - My Crime Is Your Crime - The Cool, Cruel Mr. Freeze - How Many Herring in a Wheelbarrow? - The Nine Lives of Batman - Bubi, Bubi, Who's Got the Ruby? - The Big Birthday Caper - Partners in Peril - Hizzoner the Joker - The Crime Computer - A Game of Cat and Mouse - Will the Real Robin Please Stand Up? - Simon the Pieman - From Catwoman with Love - A Perfidious Pieman Is Simon - The Fiendishly Frigid Fraud - The Jigsaw Jeopardy - It Takes Two to Make a Team |  | - A Bird Out of Hand - The Joke's on Robin - In Again, Out Again Penguin - Long John Joker - 1001 Faces of the Riddler - Two Penguins Too Many - The Underworld, Underground Caper - Freeze's Frozen Vikings - The Great Scarecrow Scare - Beware of Living Dolls - He Who Swipes the Ice, Goes to the Cooler - A Mad, Mad Tea Party - Perilous Playthings - The Cool, Cruel Christmas Caper - Enter the Judge - Wrath of the Riddler - Opera Buffa |